# Martina McBride

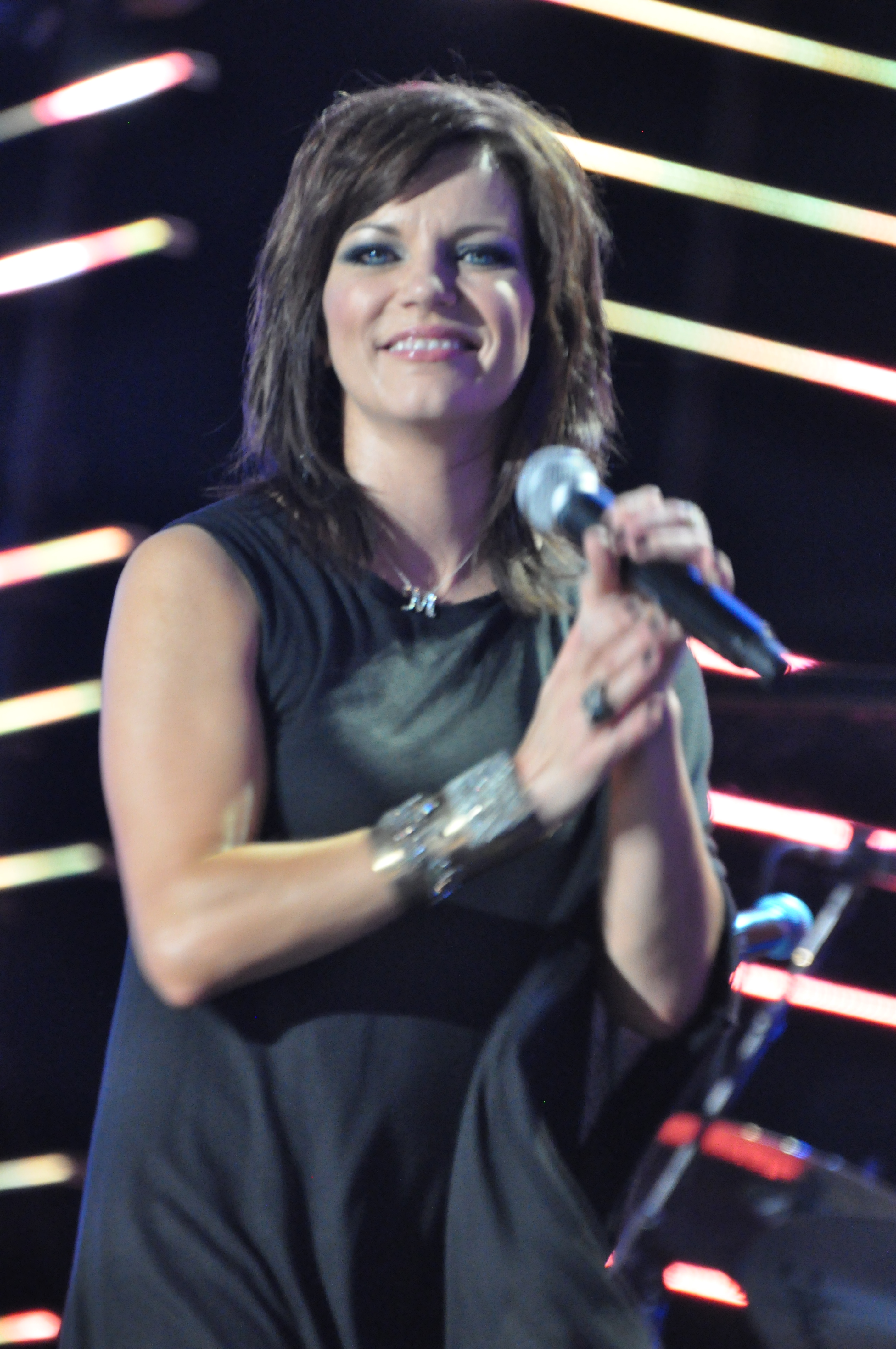
Martina McBride (2010)

Martina McBride (* 29. Juli 1966 in Sharon, Kansas; gebürtig Martina Mariea Schiff) ist eine US-amerikanische Country-Sängerin, die seit Mitte der 1990er Jahre zu den erfolgreichsten Künstlerinnen ihres Genres zählt. Bei den CMA Awards, der wichtigsten Auszeichnung im Country-Bereich, wurde sie bisher viermal zur „Sängerin des Jahres“ gekürt. Darüber hinaus wurde sie 14 Mal für den Grammy nominiert, aber bislang nicht ausgezeichnet. McBride hat weltweit mehr als 18 Millionen Alben verkauft.

## Leben
McBride wuchs in typisch ländlichen Verhältnissen des amerikanischen mittleren Westens auf. Als Kind begeisterte sie sich zwar früh für Country-Musik, mochte aber auch die Rockstars der damaligen Zeit. In der High School konnte sie erste Erfahrungen in Bands sammeln, bevor sie Mitte der 1980er Jahre als professionelle Sängerin in Wichita, Kansas Auftritte erhielt. 1988 heiratete sie John McBride und zog mit ihm 1990 nach Nashville. In dieser Zeit arbeitete sie bereits intensiv an ihrem ersten Demoband, während ihr Mann für Künstler wie Charlie Daniels, Ricky Van Shelton oder Garth Brooks tätig war.
Zu Beginn der 1990er Jahre unterzeichnete McBride einen Plattenvertrag bei RCA Records und veröffentlichte 1992 ihr Debüt-Album The Time Has Come. Die Produktion war im Vergleich zu späteren Alben traditionell gehalten und verkaufte sich nur bescheiden. Der Titelsong war ihr erster Top-40-Hit in den Country-Charts, weitere Auskopplungen (darunter die Trinker-Ballade Cheap Whiskey) machten McBride zwar populär, aber nur bedingt erfolgreich.
My Baby Loves Me hieß 1993 ihr erster großer Hit in den amerikanischen Country-Charts (Platz 2). Das dazugehörige Album The Way That I Am verkaufte sich mehr als eine Million Mal und hielt sich über 100 Wochen in den Country-Alben-Charts. Der von Gretchen Peters geschriebene Song Independence Day, die Geschichte eines Mädchens, das Gewalt in ihrer Familie miterleben muss, wurde wenig später einer der größten Erfolge von Martina McBride und mit dem CMA Award als „Song Of The Year 1995“ ausgezeichnet.

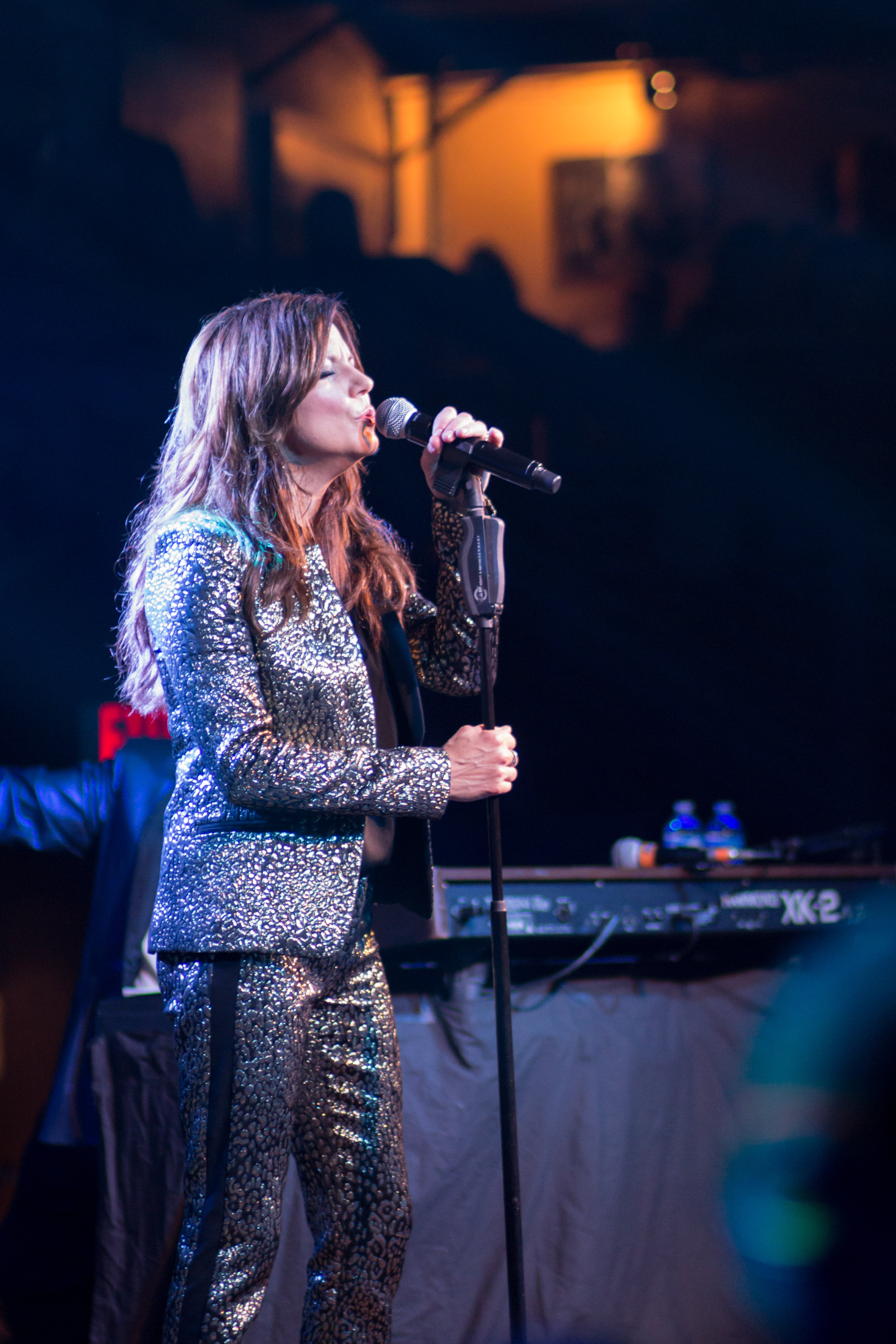
Martina McBride (2014)

Das Album Wild Angels (1995) warf mit dem Titelsong, geschrieben von Kollegin Matraca Berg, erstmals einen Nummer-1-Hit in den Charts ab. McBrides Alben verkauften sich stetig besser, sie hatten jetzt stärkere Pop-Anteile: Evolution 1997 brachte es auf über vier Millionen Einheiten, während Greatest Hits 2001 erstmals auch die Top Ten der Pop-Alben-Charts erreichte, ebenso wie ihr Album Martina 2003. Auf letzterem Album orientierte sie sich wieder mehr am Country-Genre, nachdem das Album Emotion (1999) nur noch wenig damit zu tun gehabt hatte. Das 2005 veröffentlichte Werk Timeless enthält ausschließlich bekannte Country-Klassiker, die weitgehend traditionell eingespielt wurden und McBrides Rückkehr zum Genre dokumentieren. Mittlerweile hat die Sängerin alleine in den USA über 13 Millionen Platten verkauft. 2009 erschien ihr Album Shine. 2011 veröffentlichte McBride ihr elftes Studioalbum Eleven; den Großteil der Songs schrieb McBride selbst. Die Singleauskopplungen Teenage Daughters und I’m Gonna Love You Though It verzeichnen den größten Erfolg seit Jahren. 2012 veröffentlichte sie die Single Marry Me, ein Duett mit Frontman Pat Monathan von Train.
Nach 2009 endete McBrides langjährige Zusammenarbeit mit dem Label RCA. Sie begann in der Folge Alben für unterschiedliche Label aufzunehmen, die nicht mehr ganz an die alten Erfolge anknüpfen konnten. Während sie sich in den Alben-Charts weiterhin gut platzierte, hatte sie bereits seit 2011 keine Hits mehr in den Country- oder Pop-Charts. In jenem Jahr konnte sie mit I’m Gonna Love You Through It ihren ersten Top-10-Erfolg seit 2007 feiern.
Bereits 2005 nahm McBride ein Album mit Country-Klassikern auf. Timeless ist eine Sammlung von 18 Country-Songs, darunter legendäre Lieder des Genres wie Don Gibsons I Can’t Stop Loving You, Johnny Cashs I Still Miss Someone oder Joe Souths (I Never Promised You A) Rose Garden. Das Album, auf dem auch Gaststars wie Dolly Parton, Dwight Yoakam oder Rhonda Vincent zu hören sind, wurde mit Platin ausgezeichnet und erreichte Platz eins der Country- und Platz drei der Pop-Charts. Das Konzept Klassiker zu interpretieren nahm McBride 2014 mit Everlasting erneut auf. Dieses Mal coverte sie allerdings bekannte Soul-Evergreens wie If You Don’t Know Me by Now von Harold Melvin and the Blue Notes oder Do Right Woman, Do Right Man von Aretha Franklin. Als Duettpartner für das von Don Was produzierte Werk konnte McBride Gavin DeGraw und Kelly Clarkson gewinnen. Auch dieses Album erreichte wieder Platz eins der Country-Charts. Ein Novum, denn McBride war damit die erste Sängerin, der es gelang, mit einer Indie-Veröffentlichung auf Platz eins zu platzieren.
2016 erschien das Studio-Album Reckless bei Nash Icon, einem Label, das ältere Country-Stars wie Reba McEntire, Ronnie Dunn oder Hank Williams Jr. unter Vertrag hat.

## Erfolg außerhalb der USA
Den größten Erfolg hat Martina McBride bislang auf dem Country-Markt der USA. Bereits zu Anfang ihrer Karriere unternahm die Sängerin allerdings Versuche, auch das Ausland zu erobern. So begleitete sie 1994 Amerikas größten Country-Star Garth Brooks auf Tour durch Europa und besuchte in diesem Zusammenhang auch Deutschland. Ab 1993 wurden ihre Alben für den deutschen Markt teilweise mit anderen Covern und veränderter Trackliste veröffentlicht. Die Verwendung des Songs I Love You in dem Film Die Braut, die sich nicht traut (1999) verhalf McBride erstmals zu einem größeren Erfolg in Deutschland. Als bislang einzige Single erreichte sie damit Platz 79 in den deutschen Charts.

## Diskografie

### Studioalben
| Jahr | Titel                          | Höchstplatzierung, Gesamtwochen, AuszeichnungChartplatzierungen (Jahr, Titel, Platzierungen, Wochen, Auszeichnungen, Anmerkungen) | Höchstplatzierung, Gesamtwochen, AuszeichnungChartplatzierungen (Jahr, Titel, Platzierungen, Wochen, Auszeichnungen, Anmerkungen) | Anmerkungen                                                                           |
| Jahr | Titel                          | US | Country | Anmerkungen                                                                           |
| ---- | ------------------------------ | --- | --- | ------------------------------------------------------------------------------------- |
| 1992 | The Time Has Come              | — | Country49 (24 Wo.)Country | Erstveröffentlichung: 12. Mai 1992                                                    |
| 1993 | The Way That I Am              | US106 Platin · (30 Wo.)US | Country14 (104 Wo.)Country | Erstveröffentlichung: 14. September 1993                                              |
| 1995 | Wild Angels                    | US77 Platin · (25 Wo.)US | Country17 (66 Wo.)Country | Erstveröffentlichung: 26. September 1995                                              |
| 1997 | Evolution                      | US24 ×3Dreifachplatin · (93 Wo.)US                                                                                                | Country4 (104 Wo.)Country | Erstveröffentlichung: 26. August 1997                                                 |
| 1998 | White Christmas                | US64 ×2Doppelplatin · (40 Wo.)US                                                                                                  | Country9 (14 Wo.)Country | Erstveröffentlichung: 29. September 1998                                              |
| 1999 | Emotion                        | US19 Platin · (37 Wo.)US | Country3 (100 Wo.)Country | Erstveröffentlichung: 14. September 1999                                              |
| 1999 | CMT All Access Girls Night Out | — | Country30 (13 Wo.)Country | Erstveröffentlichung: 12. Oktober 1999 mit Sara Evans, Mindy McCready & Lorrie Morgan |
| 2003 | Martina                        | US7 ×2Doppelplatin · (89 Wo.)US                                                                                                   | Country1 (104 Wo.)Country | Erstveröffentlichung: 30. September 2003                                              |
| 2004 | Martina on Target              | — | — | Erstveröffentlichung: 2004                                                            |
| 2005 | My Heart                       | US— GoldUS | — | Erstveröffentlichung: 2005                                                            |
| 2005 | Timeless                       | US3 Platin · (27 Wo.)US | Country1 (102 Wo.)Country | Erstveröffentlichung: 18. Oktober 2005                                                |
| 2007 | Waking Up Laughing             | US4 Gold · (24 Wo.)US | Country2 (61 Wo.)Country | Erstveröffentlichung: 3. April 2007                                                   |
| 2009 | Shine                          | US10 (9 Wo.)US | Country1 (75 Wo.)Country | Erstveröffentlichung: 24. März 2009                                                   |
| 2011 | Eleven                         | US10 (11 Wo.)US | Country4 (35 Wo.)Country | Erstveröffentlichung: 11. Oktober 2011                                                |
| 2013 | The Classic Christmas Album    | US177 (3 Wo.)US | Country27 (18 Wo.)Country | Erstveröffentlichung: 8. Oktober 2013                                                 |
| 2014 | Everlasting                    | US7 (5 Wo.)US | Country1 (13 Wo.)Country | Erstveröffentlichung: 8. April 2014                                                   |
| 2016 | Reckless                       | US31 (2 Wo.)US | Country2 (15 Wo.)Country | Erstveröffentlichung: 29. April 2016                                                  |
| 2018 | It’s the Holiday Season        | — | — | Erstveröffentlichung: 19. Oktober 2018                                                |

### Livealben
| Jahr | Titel                            | Höchstplatzierung, Gesamtwochen, AuszeichnungChartplatzierungen (Jahr, Titel, Platzierungen, Wochen, Auszeichnungen, Anmerkungen) | Höchstplatzierung, Gesamtwochen, AuszeichnungChartplatzierungen (Jahr, Titel, Platzierungen, Wochen, Auszeichnungen, Anmerkungen) | Anmerkungen                          |
| Jahr | Titel                            | US | Country | Anmerkungen                          |
| ---- | -------------------------------- | --- | --- | ------------------------------------ |
| 2008 | Martina McBride: Live in Concert | US112 (2 Wo.)US | Country19 (8 Wo.)Country | Erstveröffentlichung: 29. April 2008 |

### Kompilationen
| Jahr | Titel         | Höchstplatzierung, Gesamtwochen, AuszeichnungChartplatzierungen (Jahr, Titel, Platzierungen, Wochen, Auszeichnungen, Anmerkungen) | Höchstplatzierung, Gesamtwochen, AuszeichnungChartplatzierungen (Jahr, Titel, Platzierungen, Wochen, Auszeichnungen, Anmerkungen) | Anmerkungen                              |
| Jahr | Titel         | US | Country | Anmerkungen                              |
| ---- | ------------- | --- | --- | ---------------------------------------- |
| 2001 | Greatest Hits | US5 ×4Vierfachplatin · (104 Wo.)US                                                                                                | Country1 (104 Wo.)Country | Erstveröffentlichung: 18. September 2001 |
| 2012 | Hits and More | US47 (4 Wo.)US | Country11 (29 Wo.)Country | Erstveröffentlichung: 17. Januar 2012    |

Weitere Kompilationen
- 2008: Playlist: The Very Best of Martina McBride
- 2010: Super Hits
- 2012: Country: Martina McBride
- 2012: The Essential Martina McBride
- 2021: Greatest Hits: The RCA Years

### Singles
| Jahr | Titel Album                                                     | Höchstplatzierung, Gesamtwochen, AuszeichnungChartplatzierungen (Jahr, Titel, Album, Platzierungen, Wochen, Auszeichnungen, Anmerkungen) | Höchstplatzierung, Gesamtwochen, AuszeichnungChartplatzierungen (Jahr, Titel, Album, Platzierungen, Wochen, Auszeichnungen, Anmerkungen) | Höchstplatzierung, Gesamtwochen, AuszeichnungChartplatzierungen (Jahr, Titel, Album, Platzierungen, Wochen, Auszeichnungen, Anmerkungen) | Anmerkungen                                                                            |
| Jahr | Titel Album                                                     | DE | US | Country | Anmerkungen                                                                            |
| ---- | --------------------------------------------------------------- | --- | --- | --- | -------------------------------------------------------------------------------------- |
| 1992 | The Time Has Come                                               | — | — | Country23 (20 Wo.)Country | Erstveröffentlichung: Mai 1992                                                         |
| 1992 | That’s Me The Time Has Come                                     | — | — | Country43 (15 Wo.)Country | Erstveröffentlichung: Juli 1992                                                        |
| 1992 | Cheap Whiskey The Time Has Come                                 | — | — | Country44 (15 Wo.)Country | Erstveröffentlichung: Dezember 1992                                                    |
| 1993 | My Baby Loves Me The Way That I Am                              | — | — | Country2 (21 Wo.)Country | Erstveröffentlichung: 12. Juli 1993                                                    |
| 1994 | Life #9 The Way That I Am                                       | — | — | Country6 (20 Wo.)Country | Erstveröffentlichung: 3. Januar 1994                                                   |
| 1994 | Independence Day The Way That I Am                              | — | US— PlatinUS | Country12 (20 Wo.)Country | Erstveröffentlichung: 2. Mai 1994                                                      |
| 1994 | Heart Trouble The Way That I Am                                 | — | — | Country21 (20 Wo.)Country | Erstveröffentlichung: 22. Oktober 1994                                                 |
| 1995 | Where I Used to Have a Heart The Way That I Am                  | — | — | Country49 (9 Wo.)Country | Erstveröffentlichung: 1995                                                             |
| 1995 | Safe in the Arms of Love Wild Angels                            | — | — | Country4 (20 Wo.)Country | Erstveröffentlichung: 17. Juli 1995                                                    |
| 1995 | Wild Angels                                                     | — | — | Country1 (20 Wo.)Country | Erstveröffentlichung: 20. November 1995                                                |
| 1996 | Phones Are Ringin’ All Over Town Wild Angels                    | — | — | Country28 (19 Wo.)Country | Erstveröffentlichung: 6. April 1996                                                    |
| 1996 | Swingin’ Doors Wild Angels                                      | — | — | Country38 (15 Wo.)Country | Erstveröffentlichung: 26. August 1996                                                  |
| 1997 | Cry on the Shoulder of the Road Wild Angels                     | — | — | Country26 (16 Wo.)Country | Erstveröffentlichung: 25. Januar 1997                                                  |
| 1997 | Still Holding On Evolution • Nothin' but the Taillights         | — | — | Country11 (20 Wo.)Country | Erstveröffentlichung: 2. Juni 1997 mit Clint Black                                     |
| 1997 | Valentine Evolution                                             | — | US50 (20 Wo.)US | Country9 (20 Wo.)Country | Erstveröffentlichung: 8. September 1997 mit Jim Brickman                               |
| 1997 | A Broken Wing Evolution                                         | — | US— GoldUS | Country1 (25 Wo.)Country | Erstveröffentlichung: 8. September 1997                                                |
| 1997 | O Holy Night White Christmas                                    | — | — | Country74 (1 Wo.)Country | Erstveröffentlichung: 1997                                                             |
| 1998 | Happy Girl Evolution                                            | — | — | Country2 (22 Wo.)Country | Erstveröffentlichung: 20. April 1998                                                   |
| 1998 | This Small Divide I’m Your Man                                  | — | — | Country55 (7 Wo.)Country | Erstveröffentlichung: 1998 mit Jason Sellers                                           |
| 1998 | Wrong Again Evolution                                           | — | US36 (9 Wo.)US | Country1 (26 Wo.)Country | Erstveröffentlichung: 14. September 1998                                               |
| 1999 | Whatever You Say Evolution                                      | — | US37 (20 Wo.)US | Country2 (27 Wo.)Country | Erstveröffentlichung: 22. Februar 1999                                                 |
| 1999 | I Love You Emotion                                              | DE79 (9 Wo.)DE | US24 (20 Wo.)US | Country1 (33 Wo.)Country | Erstveröffentlichung: 26. Juli 1999                                                    |
| 1999 | Love’s the Only House Emotion                                   | — | US42 (20 Wo.)US | Country3 (28 Wo.)Country | Erstveröffentlichung: 15. November 1999                                                |
| 1999 | Let It Snow, Let It Snow, Let It Snow White Christmas           | — | — | Country64 (3 Wo.)Country | Erstveröffentlichung: 1999                                                             |
| 2000 | There You Are Emotion                                           | — | US60 (13 Wo.)US | Country10 (29 Wo.)Country | Erstveröffentlichung: 15. Mai 2000                                                     |
| 2000 | Have Yourself a Merry Little Christmas White Christmas          | — | — | Country53 (9 Wo.)Country | Erstveröffentlichung: 2000                                                             |
| 2000 | The Christmas Song White Christmas                              | — | — | Country67 (3 Wo.)Country | Erstveröffentlichung: 2000                                                             |
| 2000 | It’s My Time Emotion                                            | — | — | Country11 (21 Wo.)Country | Erstveröffentlichung: 18. Dezember 2000                                                |
| 2001 | When God-Fearin’ Women Get the Blues Greatest Hits              | — | US64 (10 Wo.)US | Country8 (20 Wo.)Country | Erstveröffentlichung: 25. Juni 2001                                                    |
| 2001 | Blessed Greatest Hits                                           | — | US31 (20 Wo.)US | Country1 (32 Wo.)Country | Erstveröffentlichung: 22. Oktober 2001                                                 |
| 2001 | White Christmas                                                 | — | — | Country62 (5 Wo.)Country | Erstveröffentlichung: 2001                                                             |
| 2001 | O Holy Night White Christmas                                    | — | — | Country41 (8 Wo.)Country | Erstveröffentlichung: 2001                                                             |
| 2002 | Where Would You Be Greatest Hits                                | — | US45 (16 Wo.)US | Country3 (30 Wo.)Country | Erstveröffentlichung: 6. Mai 2002                                                      |
| 2002 | Practice Life Freedom                                           | — | — | Country33 (20 Wo.)Country | Erstveröffentlichung: 21. September 2002 mit Andy Griggs                               |
| 2002 | Concrete Angel Greatest Hits                                    | — | US47 Platin · (19 Wo.)US | Country5 (26 Wo.)Country | Erstveröffentlichung: 18. November 2002                                                |
| 2003 | This One’s for the Girls Martina                                | — | US39 Platin · (20 Wo.)US | Country3 (23 Wo.)Country | Erstveröffentlichung: 16. Juni 2003                                                    |
| 2003 | In My Daughter’s Eyes Martina                                   | — | US39 Gold · (16 Wo.)US | Country4 (20 Wo.)Country | Erstveröffentlichung: 17. November 2003                                                |
| 2004 | How Far Martina                                                 | — | US68 (8 Wo.)US | Country12 (20 Wo.)Country | Erstveröffentlichung: 19. April 2004                                                   |
| 2004 | Trip Around The Sun License to Chill                            | — | — | Country20 (20 Wo.)Country | Erstveröffentlichung: 16. August 2004 mit Jimmy Buffett                                |
| 2004 | God’s Will Martina                                              | — | US85 (8 Wo.)US | Country16 (21 Wo.)Country | Erstveröffentlichung: 26. November 2004                                                |
| 2005 | (I Never Promised You A) Rose Garden Timeless                   | — | US98 (2 Wo.)US | Country18 (22 Wo.)Country | Erstveröffentlichung: 15. August 2005                                                  |
| 2006 | I Still Miss Someone Timeless                                   | — | — | Country50 (5 Wo.)Country | Erstveröffentlichung: Januar 2006 mit Dolly Parton                                     |
| 2006 | Baby, It’s Cold Outside Christmas With Dino                     | — | US45 (1 Wo.)US | Country36 (5 Wo.)Country | Erstveröffentlichung: 2006 mit Dean Martin                                             |
| 2006 | Anyway Waking Up Laughing                                       | — | US32 Gold · (16 Wo.)US | Country5 (23 Wo.)Country | Erstveröffentlichung: 6. November 2006                                                 |
| 2007 | How I Feel Waking Up Laughing                                   | — | — | Country15 (20 Wo.)Country | Erstveröffentlichung: Mai 2007                                                         |
| 2007 | For These Times Waking Up Laughing                              | — | — | Country35 (16 Wo.)Country | Erstveröffentlichung: Oktober 2007                                                     |
| 2008 | Ride Shine                                                      | — | US82 (8 Wo.)US | Country11 (24 Wo.)Country | Erstveröffentlichung: 17. November 2008                                                |
| 2008 | Blue Christmas Christmas Duets                                  | — | — | Country36 (4 Wo.)Country | Erstveröffentlichung: 2008 mit Elvis Presley                                           |
| 2009 | I Just Call You Mine Shine                                      | — | US97 (1 Wo.)US | Country18 (30 Wo.)Country | Erstveröffentlichung: 18. Mai 2009                                                     |
| 2010 | Wrong Baby Wrong Baby Wrong Shine                               | — | US74 (15 Wo.)US | Country11 (23 Wo.)Country | Erstveröffentlichung: 1. Februar 2010                                                  |
| 2011 | Teenage Daughters Eleven                                        | — | US100 (1 Wo.)US | Country17 (16 Wo.)Country | Erstveröffentlichung: 21. März 2011                                                    |
| 2011 | I’m Gonna Love You Through It Eleven                            | — | US61 (20 Wo.)US | Country4 (33 Wo.)Country | Erstveröffentlichung: 25. Juli 2011                                                    |
| 2011 | Care Born Free                                                  | — | — | Country58 (4 Wo.)Country | Erstveröffentlichung: 2011 mit Kid Rock & T.I.                                         |
| 2011 | Please Come Home for Christmas The Country Christmas Collection | — | — | Country51 (2 Wo.)Country | Erstveröffentlichung: 2011                                                             |
| 2012 | Marry Me Eleven                                                 | — | — | Country45 (8 Wo.)Country | Erstveröffentlichung: 26. März 2012 mit Pat Monahan                                    |
| 2016 | Forever Country –                                               | — | US21 Gold · (4 Wo.)US | Country1 (18 Wo.)Country | Erstveröffentlichung: 16. September 2016 als Teil von "Artists of Then, Now & Forever" |

### Videoalben
- 2001: Greatest Hits
- 2003: Martina
- 2011: CMT Crossroads: Train and Martina McBride (mit Train)

## Auszeichnungen für Musikverkäufe
| Goldene Schallplatte - Kanada - 2002: für das Album White Christmas - 2002: für das Album Greatest Hits Platin-Schallplatte - Kanada - 1996: für das Album The Way That I Am - 1997: für das Album Wild Angels - 2000: für das Album Evolution - 2001: für das Album Emotion - 2006: für das Album Timeless |

Anmerkung: Auszeichnungen in Ländern aus den Charttabellen bzw. Chartboxen sind in ebendiesen zu finden.
| Land/RegionAuszeichnungen für Musikverkäufe (Land/Region, Auszeichnungen, Verkäufe, Quellen) | Gold     | Platin       | Verkäufe   | Quellen         |
| -------------------------------------------------------------------------------------------- | -------- | ------------ | ---------- | --------------- |
| Kanada (MC)                                                                                  | 2× Gold2 | 5× Platin5   | 600.000    | musiccanada.com |
| Vereinigte Staaten (RIAA)                                                                    | 5× Gold5 | 19× Platin19 | 20.600.000 | riaa.com        |
| Insgesamt                                                                                    | 7× Gold7 | 24× Platin24 |            |                 |